# Piper leucophaeum
Piper leucophaeum är en pepparväxtart som beskrevs av William Trelease. Piper leucophaeum ingår i släktet Piper och familjen pepparväxter. Inga underarter finns listade i Catalogue of Life.